# Leichtathletik-Weltmeisterschaften 2019/Teilnehmer (Zypern)
| Gelbes Symbol für Goldmedaillen mit stilisierten Olympischen Ringen | Graues Symbol für Silbermedaillen mit stilisierten Olympischen Ringen | Braundes Symbol für Bronzemedaillen mit stilisierten Olympischen Ringen |
| ------------------------------------------------------------------- | --------------------------------------------------------------------- | ----------------------------------------------------------------------- |
| —                                                                   | —                                                                     | —                                                                       |

Der Leichtathletikverband der Republik Zypern nahm an den Leichtathletik-Weltmeisterschaften 2019 in Doha teilnehmen. Fünf Athletinnen und Athleten wurden vom zyprischen Verband nominiert.

## Ergebnisse

### Frauen

#### Laufdisziplinen
| Athletin         | Disziplin | Vorlauf | Vorlauf | Halbfinale | Halbfinale | Finale | Finale |
| Athletin         | Disziplin | Zeit    | Platz   | Zeit       | Platz      | Zeit   | Platz  |
| ---------------- | --------- | ------- | ------- | ---------- | ---------- | ------ | ------ |
| Eleni Artymata   | 400 m     | 51,90 s | 23      | DNQ        | DNQ        | –      | –      |
| Dagmara Handzlik | Marathon  |         |         |            |            | DNF    | DNF    |

#### Sprung/Wurf
| Athlet          | Disziplin  | Qualifikation | Qualifikation | Finale     | Finale |
| Athlet          | Disziplin  | Weite/Höhe    | Platz         | Weite/Höhe | Platz  |
| --------------- | ---------- | ------------- | ------------- | ---------- | ------ |
| Nektaria Panagi | Weitsprung | 6,21 m        | 30            | DNQ        | DNQ    |

### Männer

#### Laufdisziplinen
| Athlet           | Disziplin    | Vorlauf    | Vorlauf | Halbfinale | Halbfinale | Finale  | Finale |
| Athlet           | Disziplin    | Zeit       | Platz   | Zeit       | Platz      | Zeit    | Platz  |
| ---------------- | ------------ | ---------- | ------- | ---------- | ---------- | ------- | ------ |
| Milan Traikovits | 110 m Hürden | 13,37 s SB | 6       | 13,29 s SB | 7          | 13,87 s | 8      |

#### Sprung/Wurf
| Athlet             | Disziplin  | Qualifikation | Qualifikation | Finale     | Finale |
| Athlet             | Disziplin  | Weite/Höhe    | Platz         | Weite/Höhe | Platz  |
| ------------------ | ---------- | ------------- | ------------- | ---------- | ------ |
| Apostolos Parellis | Diskuswurf | 64,50 m       | 7             | 66,32 m NR | 5      |